# Badminton aux Jeux olympiques de la jeunesse de 2014
Navigation
Édition précédente Édition suivante
Les épreuves de Badminton aux jeux olympiques de la jeunesse de 2014 ont lieu au Nanjing Sport Institute de Nankin, en Chine, du 17 au 22 août 2014.

## Qualification
56 places (28 par sexe) sont octroyées en se basant sur le classement mondial au 2 mai 2014,,.
Pour participer les athlètes doivent être nés entre le 1er janvier 1996 et le 31 décembre 1997.

### Garçons
| No. | Rang | Joueurs                  | Pays                | Note       |
| --- | ---- | ------------------------ | ------------------- | ---------- |
| 1   | 1    | Shi Yuqi                 | Chine               | Asie       |
| 2   | 2    | Lin Guipu                | Chine               |            |
| 3   | 3    | Anthony Sinisuka Ginting | Indonésie           |            |
| 4   | 6    | June Wei Cheam           | Malaisie            |            |
| 5   | 7    | Kanta Tsuneyama          | Japon               |            |
| 6   | 8    | Cao Cuong Pham           | Viêt Nam            |            |
| 7   | 9    | Max Weisskirchen         | Allemagne           | Europe     |
| 8   | 10   | Cheuk Yiu Lee            | Hong Kong           |            |
| 9   | 11   | Alex Vlaar               | Pays-Bas            |            |
| 10  | 12   | Enrique Penalver         | Espagne             |            |
| 11  | 16   | Aditya Joshi             | Inde                |            |
| 12  | 17   | Soon Yang Bernard Ong    | Singapour           |            |
| 13  | 18   | Luis Ramon Garrido       | Mexique             | Amériques  |
| 14  | 19   | Tanguy Citron            | France              |            |
| 15  | 20   | Wolfgang Gnedt           | Autriche            |            |
| 16  | 23   | Seung Jae Seo            | Corée du Sud        |            |
| 17  | 25   | Vladimir Shishkov        | Bulgarie            |            |
| 18  | 26   | Dragoslav Petrovic       | Serbie              |            |
| 19  | 27   | Ruslan Sarsekenov        | Ukraine             |            |
| 20  | 28   | Ygor Coelho de Oliveira  | Brésil              |            |
| 21  | 30   | Muhammed Ali Kurt        | Turquie             |            |
| 22  | 32   | Krzysztof Jakowczuk      | Pologne             |            |
| 23  | 34   | Sachin Angodavidanalage  | Sri Lanka           |            |
| 24  | 35   | Andraz Krapez            | Slovénie            |            |
| 25  | 37   | Chia Hung Lu             | Taipei chinois      |            |
| 26  | 42   | Mek Narongrit            | Thaïlande           |            |
| 27  | 60   | Daniel Guda              | Australie           | Océanie    |
| 28  | 70   | Adbelrahman Abdelhakim   | Égypte              | Afrique    |
| 29  | NR   | Devins Mananga Nzoussi   | République du Congo | Invitation |
| 30  | 87   | Abraham Ayittry          | Ghana               | Invitation |
| 31  | 389  | Daniel Mihigo            | Ouganda             | Invitation |
| 32  | 194  | Dipesh Dhami             | Népal               | Invitation |

### Filles
| No. | Rang | Joueurs               | Pays           | Note       |
| --- | ---- | --------------------- | -------------- | ---------- |
| 1   | 1    | Akane Yamaguchi       | Japon          | Asie       |
| 2   | 2    | He Bingjiao           | Chine          |            |
| 3   | 3    | Busanan Ongbumrungpan | Thaïlande      |            |
| 4   | 4    | Qin Jinjing           | Chine          |            |
| 5   | 5    | Liang Xiaoyu          | Singapour      |            |
| 6   | 9    | Luise Heim            | Allemagne      | Europe     |
| 7   | 10   | Ruthvika Shivani      | Inde           |            |
| 8   | 11   | Clara Azurmendi       | Espagne        |            |
| 9   | 12   | Mia Blichfeldt        | Danemark       |            |
| 10  | 14   | Maja Pavlinić         | Croatie        |            |
| 11  | 15   | Ying Ying Lee         | Malaisie       |            |
| 12  | 16   | Ruselli Hartawan      | Indonésie      |            |
| 13  | 17   | Alida Chen            | Pays-Bas       |            |
| 14  | 19   | Maria Mitsova         | Bulgarie       |            |
| 15  | 22   | Vladyslava Lesnaya    | Ukraine        |            |
| 16  | 26   | Lole Courtois         | France         |            |
| 17  | 28   | Aliye Demirbağ        | Turquie        |            |
| 18  | 29   | Chia Hsin Lee         | Taipei chinois |            |
| 19  | 31   | Ga Eun Kim            | Corée du Sud   |            |
| 20  | 33   | Sabrina Solis         | Mexique        | Amériques  |
| 21  | 37   | Joy Lai               | Australie      | Océanie    |
| 22  | 42   | Daniela Macías        | Pérou          |            |
| 23  | 43   | Konieczna Magda       | Pologne        |            |
| 24  | 45   | Janine Lais           | Autriche       |            |
| 25  | 46   | Katarina Beton        | Slovénie       |            |
| 26  | 52   | Kristin Kuuba         | Estonie        |            |
| 27  | 61   | Thilini Hendahewa     | Sri Lanka      | Invitation |
| 28  | 62   | Doha Hany             | Égypte         | Afrique    |
| 29  | 66   | Tsz Yau Ng            | Hong Kong      |            |
| 30  | 150  | Tessa Kabelo          | Botswana       | Invitation |
| 31  | 750  | Chlorie Cadeau        | Seychelles     | Invitation |
| 32  | NR   | Rugshaar Ishaak       | Suriname       | Invitation |

## Programme
Le programme est le suivant :
Les horaires sont ceux de Chine (UTC+8)
| Date    | Jour     | Début          | Compétition |
| ------- | -------- | -------------- | --- |
| 17 août | Dimanche | 9 h 00 13 h 30 | Simple garçons : phase de groupe Simple filles : phase de groupe                                                                                   |
| 17 août | Dimanche | 18 h 30        | Double mixte : phase de groupe |
| 18 août | Lundi    | 9 h 00 13 h 30 | Simple garçons : phase de groupe Simple filles : phase de groupe                                                                                   |
| 18 août | Lundi    | 18 h 30        | Double mixte : phase de groupe |
| 19 août | Mardi    | 9 h 00 13 h 30 | Simple garçons : phase de groupe Simple filles : phase de groupe                                                                                   |
| 19 août | Mardi    | 18 h 30        | Double mixte : phase de groupe |
| 20 août | Mercredi | 18 h 30        | Simple garçons : quarts de finale Simple filles : quarts de finale Double mixte : quarts de finale                                                 |
| 21 août | Jeudi    | 17 h 00        | Simple garçons : demi-finales Simple filles : demi-finales Double mixte : demi-finales                                                             |
| 22 août | Vendredi | 12 h 00        | Simple garçons : match pour la médaille de bronze Simple filles : match pour la médaille de bronze Double mixte : match pour la médaille de bronze |
| 22 août | Vendredi | 17 h 00        | Simple garçons : match pour la médaille d'or Simple filles : match pour la médaille d'or Double mixte : match pour la médaille d'or                |

## Compétitions
| Compétition    | Or                        | Argent                        | Bronze                              |
| -------------- | ------------------------- | ----------------------------- | ----------------------------------- |
| Simple garçons | Shi Yuqi                  | Lin Guipu                     | Anthony Sinisuka Ginting            |
| Simple filles  | He Bingjiao               | Akane Yamaguchi               | Busanan Ongbumrungpan               |
| Double mixte   | Cheam June Wei Tsz Yau Ng | Kanta Tsuneyama Lee Chia-hsin | Sachin Angodavidanalage He Bingjiao |

## Tableau des médailles
| Rang  | Nation         | Or | Argent | Bronze | Total |
| ----- | -------------- | -- | ------ | ------ | ----- |
| 1     | Chine          | 2  | 1      | 1      | 4     |
| 2     | Malaisie       | 1  | 0      | 0      | 1     |
| 2     | Hong Kong      | 1  | 0      | 0      | 1     |
| 3     | Japon          | 0  | 2      | 0      | 1     |
| 4     | Taipei chinois | 0  | 1      | 0      | 1     |
| 5     | Indonésie      | 0  | 0      | 1      | 1     |
| 5     | Thaïlande      | 0  | 0      | 1      | 1     |
| 5     | Sri Lanka      | 0  | 0      | 1      | 1     |
| Total | Total          | 4  | 4      | 4      | 16    |